# Manuel Feller
Manuel Feller, född 13 oktober 1992, är en österrikisk alpin skidåkare som vann silver i slalom vid världsmästerskapen i alpin skidsport 2017.
Feller vann även guld i slalom vid juniorvärldsmästerskapen i alpin skidsport 2013.